# Gle Romeng
Gle Romeng är ett berg i Indonesien.   Det ligger i provinsen Aceh, i den västra delen av landet, 1 800 km nordväst om huvudstaden Jakarta. Toppen på Gle Romeng är 595 meter över havet.
Terrängen runt Gle Romeng är kuperad åt sydost, men åt nordväst är den bergig.Runt Gle Romeng är det ganska tätbefolkat, med 58 invånare per kvadratkilometer. I omgivningarna runt Gle Romeng växer i huvudsak städsegrön lövskog.